# Волошенюк Геннадій Михайлович
Геннадій Михайлович Волошенюк (1925, с. Вербовець, Катеринопільський район Київська область, УСРР - 2003, Черкаси, Україна) - радянський та український художник.

## Життєпис
Народився у 1925 р. у с. Вербовець Катеринопільський район Київська область (нині Черкаська область). Рано помер батько. Пережив Голодомор 1932-1933 рр.
Закінчив Пензенське художнє училище. В училищі були створені перші картини.

## Творчість
У 1956 р приїхав у Черкаси, де працював у Товаристві художників, став членом художнього фонду і паралельно займався творчістю. Брав участь у обласних та республіканських виставках
У 1975 р. на честь свого 50-річчя підготував свою першу персональну виставку у Черкаському художньому музеї. Але відкритися їй не судилося ‑ заборонили начебто за наказом Черкаського обкому компартії.
У 1979 р. та 1984 р. брав участь у спільних виставках художників Черкаси та Ярославль, як міст-побратимів. Одна з картин - "Бліндаж" зберігається у Ярославський художній музей.

## Доробок
Серія картин "Геноцид. Розгул сатани" (1990-1993 рр.)
- "Вирок", 1990 р.
- "На поклін до вождя", 1992 р.
- "Три колоски", 1992 р.
- "Сатанинський човен", 1992 р.
- "На поклін до вождя", 1992 р.
- "Торжество сатани", 1993 р.
- " Червоні пришельці", 1993 р.
- "37-й рік"
- "Розстріляний",
- "Дари вождю"
- Сатана в Божому храмі"
- "Могильники"
- "Долина смерті"
- "Комісари"
- "Бухта Гертнера"
- "Розстріл царської сім'ї"
- "Більшовицький кат"
- "Українська трагедія"
- "Дзвони Софії"
- "В сім'ї вольній новій"